# Cingetorix (Gallien)
Cingetorix (keltisches Namenskompositum mit der Bedeutung „Kriegerkönig“) war ein in der Mitte des 1. Jahrhunderts v. Chr. lebender Fürst des keltischen Stammes der Treverer. Er verbündete sich mit Gaius Iulius Caesar während dessen Gallischem Krieg.

## Leben
Die Treverer waren als Adelsrepublik mit machtvollem Hochadel und mehreren führenden Männern (principes) organisiert. Zur Zeit von Caesars Kämpfen in Gallien stritt sich Cingetorix mit seinem Schwiegervater Indutiomarus um die Vormachtstellung bei seinem Volk. Als Caesar 54 v. Chr. vor seinem zweiten Britannienfeldzug zu den Treverern zog, deren Haltung sehr unsicher schien, stellte Cingetorix sich sofort auf die Seite des großen römischen Feldherrn und erzählte ihm auch von den Vorgängen bei seinem Stamm, während sein Gegenspieler Indutiomarus sich romfeindlich zeigte. Caesar löste den Führungskonflikt bei den Treverern zunächst friedlich in seinem Sinn, übertrug Cingetorix die Vorherrschaft und schwächte die Stellung von dessen Rivalen, der 200 Geiseln stellen musste.
Indutiomarus wiegelte im Winter 54/53 v. Chr. seinen Stamm und Nachbarvölker zum Aufstand gegen die Römer auf und ließ Cingetorix auf einer Versammlung zum Landesfeind erklären sowie dessen Güter einziehen. Cingetorix entwich in das Lager von Caesars Heerführer Titus Labienus. Nachdem dieser die Treverer zweimal geschlagen hatte, wobei Indutiomarus ums Leben gekommen war, unterwarf sich das Volk den Römern, und Cingetorix erhielt aufgrund seiner Treue gegenüber Caesar 53 v. Chr. wieder die Vorherrschaft. Danach wird Cingetorix in den Quellen nicht mehr erwähnt. Allerdings deutet eine erneute Revolte der Treverer 51 v. Chr. darauf hin, dass er bald wieder seine Machtstellung einbüßte.